# Sky Brown
Sky Brown (ur. 7 lipca 2008, w Miyazaki) – brytyjsko-japońska zawodowa skateboardzistka i surferka. Jest najmłodszą profesjonalną skateboardzistką na świecie, zwyciężczynią amerykańskiego programu telewizyjnego „Dancing with the Stars: Juniors”. Reprezentowała Wielką Brytanię na Letnich Igrzyskach Olimpijskich 2020, gdzie zdobyła brązowy medal w konkurencji w skateboardingu w parku, co czyni ją najmłodszą medalistką w historii tego kraju. Wygrała imprezę w parku podczas Mistrzostw Świata w Skateboardingu 2023.

## Życie osobiste
Sky Brown urodziła się w Miyazaki w Japonii. Jest starszą siostrą Oceana Browna. Jej matka, Mieko, jest Japonką, a ojciec, Stuart, jest Brytyjczykiem.
Jej brytyjski ojciec mieszkał w Stanach Zjednoczonych przez kilka lat, zanim przeniósł się do Japonii. Brown mieszka w Miyazaki, ale około pół roku spędza w USA. Jej rodzina to deskorolkarze. Ma rampę do jazdy na łyżwach w swoim ogrodzie za domem, ponieważ w jej rodzinnej dzielnicy Takanabe w Miyazaki nie ma skateparków. Oprócz jazdy na deskorolce Brown interesuje się surfingiem.

## Kariera
Brown nie ma trenera jazdy na deskorolce; zamiast tego uczy się sztuczek z YouTube. Czasami ćwiczy z Shaunem White’em, zdobywcą olimpijskich medali w snowboardzie. Brown jest sponsorowana przez firmę Nike, co czyni ją najmłodszą sportsmenką na świecie sponsorowaną przez firmę Nike. Wystąpiła w kampanii Nike wraz z Sereną Williams i Simone Biles. Wspierają ją także Almost Skateboards i Skateistan.
W 2016 roku, w wieku 8 lat, Brown wzięła udział w turnieju Vans US Open, co czyni ją najmłodszą osobą, która kiedykolwiek brała udział w tej imprezie. W 2017 roku zajęła drugie miejsce w azjatyckich finałach kontynentalnych i znalazła się w pierwszej dziesiątce zawodów Vans Park Series 2018. W 2018 roku, w wieku 10 lat, Brown została profesjonalną sportsmenką, co uczyniło ją najmłodszą zawodową deskorolkarką na świecie. W tym samym roku wygrała amerykański program telewizyjny „Dancing with the Stars: Juniors”. W lutym 2019 wygrała wydarzenie Simple Session w Tallinie w Estonii.
W marcu 2019 roku Brown ogłosiła, że będzie rywalizować o mistrzostwo Wielkiej Brytanii, wcześniej zapowiadając, że będzie rywalizować o mistrzostwo Japonii. Brown powiedziała, że opowiada się za „bardziej zrelaksowanym podejściem” Brytyjskiego Stowarzyszenia Skateboardingu. W tym samym roku Brown zajęła także trzecie miejsce w Mistrzostwach Świata w Skateboardingu i została pierwszą kobietą, która wylądowała frontside 540 na X-Games. Zajęła piąte miejsce na imprezie deskorolkowej X Games. Brown zajęła trzecie miejsce na Mistrzostwach Świata w Skateboardingu w Parku 2020 w Brazylii.
Brown była jednym z pięciu Brytyjczyków próbujących zakwalifikować się do zawodów deskorolkowych podczas Letnich Igrzysk Olimpijskich 2020 i po raz pierwszy ten sport został uwzględniony w igrzyskach. 28 maja 2020 r. podczas treningu w Kalifornii doznała „straszliwego” upadku z rampy typu halfpipe, w wyniku którego doznała kilku złamań czaszki oraz złamanego lewego nadgarstka i dłoni. Została przewieziona samolotem do szpitala, a po przybyciu na miejsce zgłoszono, że nie reaguje. Jej ojciec powiedział później, że „miała szczęście, że żyje”, podczas gdy sama Brown stwierdziła, że to był jej najgorszy upadek w historii. Niemniej jednak była zdeterminowana przekraczać granice i walczyć o złoto na Igrzyskach Olimpijskich w Tokio. W kwietniu 2021 roku Brown powiedziała, że rozważa również próbę startu w surfingu na opóźnionych igrzyskach olimpijskich w 2020 roku.
W czerwcu 2021 roku Brown została wybrana do reprezentowania Wielkiej Brytanii w skateboardingu na Letnich Igrzyskach Olimpijskich 2020 Brown była najmłodszą w historii brytyjską letnią olimpijką w wieku 13 lat, pokonując Margery Hinton, która miała 13 lat i 43 dni, kiedy startowała w biegu na 200 metrów stylem klasycznym na Letnich Igrzyskach Olimpijskich w 1928 roku. Brown nie był najmłodszym zawodnikiem igrzysk: młodsi byli syryjska tenisistka stołowa Hend Zaza i japońska deskorolkarka Kokona Hiraki.
W lipcu 2021 roku zdobyła złoty medal w skateboardingu kobiet X Games.
Brown zdobyła brązowy medal w zawodach kobiecej jazdy na deskorolce w parku podczas Letnich Igrzysk Olimpijskich 2020 i została najmłodszą zdobywczynią medalu w Wielkiej Brytanii w wieku 13 lat i 28 dni. Upadła w pierwszych dwóch przejazdach na imprezie i zdobyła 56,47 w swojej ostatniej próbie. Brown nie była najmłodszą medalistką igrzysk, ponieważ 12-letnia Kokona Hiraki z Japonii zdobyła srebro w tej samej konkurencji. Później w tym samym roku ogłoszono, że niektóre deskorolki Brown zostaną wystawione w odnowionym Young V&A w Londynie.
W 2022 roku Brown zachowała tytuł X Games, a także drugi rok z rzędu wygrała wydarzenie Dew Tour. Wygrała imprezę w parku podczas Mistrzostw Świata w Skateboardingu 2023, stając się tym samym pierwszą brytyjską mistrzynią świata w jeździe na deskorolce.

## Nagrody
19 grudnia 2021 r. Brown zdobyła nagrodę BBC Young Sports Personality of the Year 2021; w 2022 r. ponownie znalazła się na liście. W kwietniu 2022 roku zdobyła nagrodę Comeback of the Year 2021 w konkursie Laureus World Sports Awards.